# Budapesti Tavaszi Fesztivál

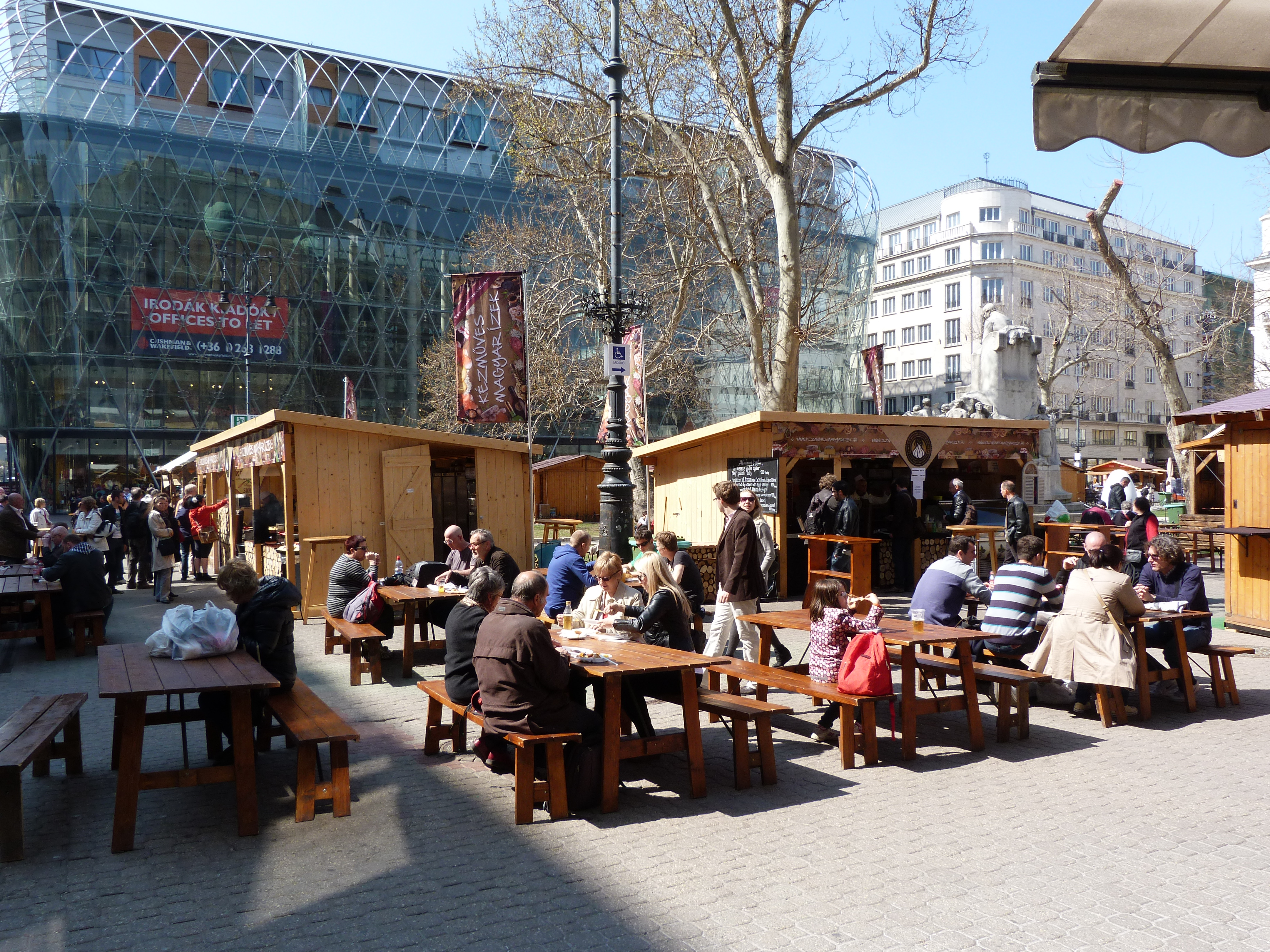
Budapesti Tavaszi Fesztivál a Vörösmarty téren

A Budapesti Tavaszi Fesztivál (BTF) 1981-es első megrendezése óta Magyarország egyik legnagyobb kulturális fesztiválja. Az évente megrendezésre kerülő, többnapos eseménysorozaton a hagyományos előadások mellett (komolyzene, jazz, opera, balett, színház), kiállítások, folklór és szabadtéri rendezvények is helyet kapnak. A többnapos eseménysorozatot általában tavasz közepén, a tavaszi napforduló környékén rendezik meg, és mintegy két hétig tart.
A fesztivál 2020-ban a Covid19-pandémia miatt elmaradt, 2021-ben csak online formában, streamingelve rendezték meg. 2021 tavaszán bejelentették, hogy állami támogatást a kormány nem kíván hozzá tovább biztosítani. 2022-ben már a Budapest Brand Nonprofit Zrt. szervezésében, a Fővárosi Önkormányzat és további hét kerület együttműködése mellett valósulhatott meg a 42. fesztivál: megújult arculattal és koncepcióval jelentkezett, 17 napon át, mintegy 100 helyszínen, közel 170 eseményen keresztül.

## A Budapesti Tavaszi Fesztivál története

### Kezdetek
A fesztivált Lengyel Márton kezdeményezte, aki 1978 és 1986 között az Országos Idegenforgalmi Hivatal vezető helyettese volt, és kiemelt stratégiai céljának tekintette, hogy egy olyan eseménysorozatot hozzanak létre, amely megvalósítja itthon is a kultúrturizmust: professzionális és profitábilis módon a turizmust és a kultúrát egyformán fontos területként kezelve. Alapítása tulajdonképpen 1980-ban történt, a megvalósításhoz Lengyel Kiss Imrével, az Idegenforgalmi és Propaganda Kiadó kulturális menedzserével fogott bele, így jött létre az  1981 óta évenként megrendezett Budapesti Tavaszi Fesztivál.
A BTF nem indulhatott vola el a legfelsőbb pártvezetés engedélye nélkul. Végül maga Aczél György, az Országos Közművelődési Tanács elnöke, az országos kultúra terén megfellebbezhetetlen döntési jogkörrel bíró MSZMP pártvezető, hagyta jóvá a fesztivált, mondván:, „Ha a turizmusnak van rá pénze, hát legyen!”
Az 1989-es rendszerváltás előtt jelentősége abban is állt, hogy ez az eseménysorozat képes volt a vasfüggönyön túlra csábítani nemzetközi hírű vagy emigrált előadókat. Így járt itt a fesztivál keretében Cziffra György (zongoraművész) vagy Vásáry Tamás is.  A műsorkínálatban eleinte még jelentős számban szerepeltek a magyar klasszikusok is, Liszt és Bartók népszerűsége kiugró volt. A műsor gerincét a klasszikus zenei felhozatal adta, nagyzenekari művek (Haydntől Beethovenen át Mahlerig), valamint opera és balett előadások. A kortárs vonal a színház és képzőművészet terén érvényesült, illetve ekkoriban még a mozik és tematikus vetítések is a műsor fontos részei voltak.
A rendszerváltás után a világ kitárult, és ez a szabadabb légkör és a vasfüggöny leomlása a műsorkínálatban is érezhetővé vált. A fesztiválok egyre nagyszabásúbbak lettek, megjelent az a máig jelenlévő struktúra, hogy a Tavaszi Fesztivál részét képezik kisebb, specifikusabb fesztiválok is, mint például 1993-ban az „Interfolktánc fesztivál”, az „1. Budapesti Folkfesztivál” vagy a Mellékbolygók – Hangversenyek szállodákban. 1995-ben erős északi (izlandi, dán, svéd, norvég, finn) jelenléttel állították össze érezhető a műsor összeállításakor, a 2000-es millenniumi évet pedig gigászi programsorozattal és több alfesztivállal ünnepelték.[forrás?]

### A XXI. században
A fesztivál kiemelt célja maradt a hazai programturizmus fellendítése egy változatos, nemzetközi sztárokat is felvonultató műsor kínálattal. Sikerességét a 2000-es évek közepének adatai is jól mutatják, a programok és a helyszínek száma jelentősen bővült. 2009-ben például a fesztivál 40 helyszínén 128 eseményre került sor: 14 zenekari hangverseny, 15 kamaraest, 4 templomi koncert, 7 operaelőadás, 2 operett, 8 tánc- és 23 színházi előadás, 7 gyermekprogram, 4 népzene/néptánc, 3 jazz, 1 világzenei és 2 crossover koncert, 8 egyéb program, 2 szakmai rendezvény és 28 kiállítás tette változatossá a fesztivált. A Vörösmarty téren 60 ingyenesen látogatható program valósult meg. Ugyanebben az évben közel a jegyeladások harmadát, mintegy 28%-át a külföldi jegyvásárlók tették ki. Ekkora nemzetközi forgalomból a város is sokat profitált, mivel az ide érkező turisták költése (szálloda, étkezés, közlekedés) többszöröse volt a fesztiválnak juttatott állami támogatások összegének.
Jeles évekhez tematikus kínálattal készült a fesztivál: 2004-ben „Üdvözlünk Európa” címmel az ország EU-csatlakozását az előadott európai művek összeválogatásával ünnepelték és az előadók is a kontinens minden szegletéből érkeztek. Ekkor jelentek meg és válnak hangsúlyosan fontossá a változatos szabadtéri programok is.[forrás?]
2009-ben vezették be a fesztivál egy évtizeden át meghatározó, sokak által ismert piros kockás arculatát és ekkor lett a Budapesti Tavaszi Fesztivál jelképe a piros szék is. Az augusztusi kampány-előkészítő időszakban a kommunikációs anyagokhoz számos kép készült a „piros székkel” a fesztivál különböző helyszínein (például a Művészetek Palotája és a Nemzeti Színház előtt vagy a Zeneakadémián), amely a plakátokon, szórólapokon, a beharangozó filmben és a TCR (társadalmi célú reklám) szpotokban tért vissza. A fesztivál előtt a székek „óriás kültéri változatai” is elkészültek, amelyek a főváros tíz különböző pontján díszítették Budapestet. A fesztivál részévé vált a budapestiek életének is, és a városarculat egyik meghatározó eleme lett.[forrás?]
Idővel vidéken is egyre több városban, így Debrecenben, Győrben, Kecskeméten, Szentendrén, Gyulán, Pécsett, Egerben, Sopronban, Szegeden és Szombathelyen követték a fővárosi példát, s tavaszonként, közel ugyanabban az időben, mikor Budapesten, ők is megszervezték a maguk tavaszi fesztiválját.
A 40. születésnapjára készülődő fesztivált a Covid19-pandémia miatt elmaradt 2020-ban. A járványhelyzetben a fellépők és a résztvevők biztonsága volt a legfontosabb, így abban az évben a mintegy 100 programmal leszervezett fesztivált nem sokkal az indulás kitűzött dátuma előtt le kellett mondani. A 41. tavaszi fesztivált online, ingyenesen streamelhető programokkal rendezték meg 2021-ben. A fesztivál szlogenje a „Budapesten a kultúra szabad, a kultúra mindenkié” volt. A 2021-es fesztivál alatt minden este egy highlight eseményt streamelt a Telex.hu és a többi program is ingyenesen elérhető és nézhető volt a fesztivál csatornáin és a társszervezők saját felületein.
2022-ben „Együtt a város” szlogennel rendezték meg a fesztivált, a belváros mellett a kevésbé szem előtt lévő városrészek felé is nyitva, a kerületeket is bevonva a szervezésbe, teret adva a helyi hangoknak, közösségeknek és művészeknek.

## Szervezés, támogatások
A fesztivál hagyományosan állami támogatásból, a főváros hozzájárulásával, valamint szponzorok segítségével valósult meg. Ezt egészítette ki a jegybevételből származó jövedelem. 1997-ben a fesztivál teljes költségvetése 257 300 forint volt.[forrás?]
A 2000-es évek elejétől a fesztivál költségvetése 2009-ig folyamatosan növekedett, abban az évben elérte az 1,56 milliárd forintot. A Főváros a költségek kb. 10%-át, míg a kormány a turisztikai, kulturális szervezetei által kb. 30%-át biztosították, a maradék 60%-ot fedezte a bevétel. A 2010-es évektől a kormánytámogatás valamivel csökkent, de pl. 2014-ben rekord összegre, 1,65 milliárd forintra emelkedett (2013-ban Tarlós István főpolgármester és Orbán Viktor miniszterelnök megkötötték a „Budapest szerződést”.) Legutóbb 2017-ben, kormányrendeletben rendezték a támogatást, amely 2020 decemberében lejárt, és a kormány jelezte nem kívánja tovább finanszírozni a fesztivált. (Helyette a MÜPA vezetőjét, a korábban a fesztivál szervezésében az állami oldalt képviselő Káel Csabát kérték fel tavaszi és őszi fesztivál megszervezésére, amelyhez 1,75 milliárd forintot irányoztak elő 2021-ben.)
A 2020-ban a korábbi BFTK és BVA összeolvadásából megszülető Budapest Brand nZrt.-hez került a fesztivál szervezése[forrás?], azonban Magyarország Kormányának döntése értelmében, a világméretű egészségügyi veszélyhelyzettel kapcsolatban meghozott kormányrendeletek miatt, elmaradt a 40. születésnapja megünneplésére készülődő Budapesti Tavaszi Fesztivál.
2022-ben a fesztivált szervező Budapest Brand nZrt., a főváros hivatalos turisztikai, kulturális és marketing szervezete  a kerületekkel szoros együttműködésben rendezte meg a fesztivált. A csatlakozó kerületek az, I., II. III., VIII., XI., XV. és XXII. kerület voltak.[forrás?]

## A Budapesti Tavaszi Fesztivál jelentősége
Indulásakor a fellépő művészeken túl a turizmus szereplőinek is komoly anyagi pluszbevételt hozott. A fesztivál keretében létrejött nemzetközi színvonalú művészeti események turizmusra gyakorolt vonzerejének köszönhetően korábban indult és nagyobb jövedelmezőséget eredményezett a főszezon. A BTF komoly nemzetpolitikai jelentőségre is szert tett a magyar kultúra egyesítése terén. A vasfüggönyön túlról sikerült hazacsábítania olyan világhírű művészeket, mint Vásáry Tamás, vagy Cziffra György (zongoraművész).
Az eseménysorozat kínálatában a komoly– és könnyűzenei koncertek mellett helyet kapnak színházi előadások, filmvetítések, szabadtéri programok és más fesztivál jellegű események is. Ezek a rendezvények Budapest több helyszínén valósulnak meg egyszerre. A Müpa és a Zeneakadémia mellett az Erkel Színház, a Pesti Vigadó, a Budapest Music Center, az Uránia Nemzeti Filmszínház, a Budapest Jazz Club, az Akvárium Klub, a Várkert Bazár, továbbá a fővárosi színházak és kulturális intézmények, múzeumok is kiemelt programhelyszínekké válnak.
2003-ban Gundel művészeti díjat nyert a Budapest díj kategóriában.
A fesztivál - hazai viszonylatban igen kiemelkedő mutatók mellett - jelentős külföldi elismerésekben is részesült.
2004-ben például a tekintélyes holland Lokale Festiviteiten internetes oldal összeállította Európa ötven legjobb fesztiváljának listáját, amelyen Magyarországról a Budapesti Tavaszi Fesztivál mellett csak a Sziget Fesztivál jelent meg. 2005-ben a KulturForum Europa a Budapesti Tavaszi Fesztivált Magyarország kulturális nagyköveteként Európai Kulturális Díjjal jutalmazta.
2006-ban a fesztivál keretein belül rendezték meg először a Budapesti Fringe Fesztivált is.
Az elmúlt több, mint négy évtizedben a fesztivál komoly nemzetközi hírnévre tett szert, történelme során számos világsztár megfordult az esemény alatt a budapesti színpadokon, koncerttermekben. Játszott itt Nigel Kennedy, a Dán Királyi Balett, Philip Glass, Erik Truffaz, Zubin Mehta, Goran Bregovic, fellépett John Malkovich és még számos világhírű külföldi művész.